# Gołąbek oliwkowozielony

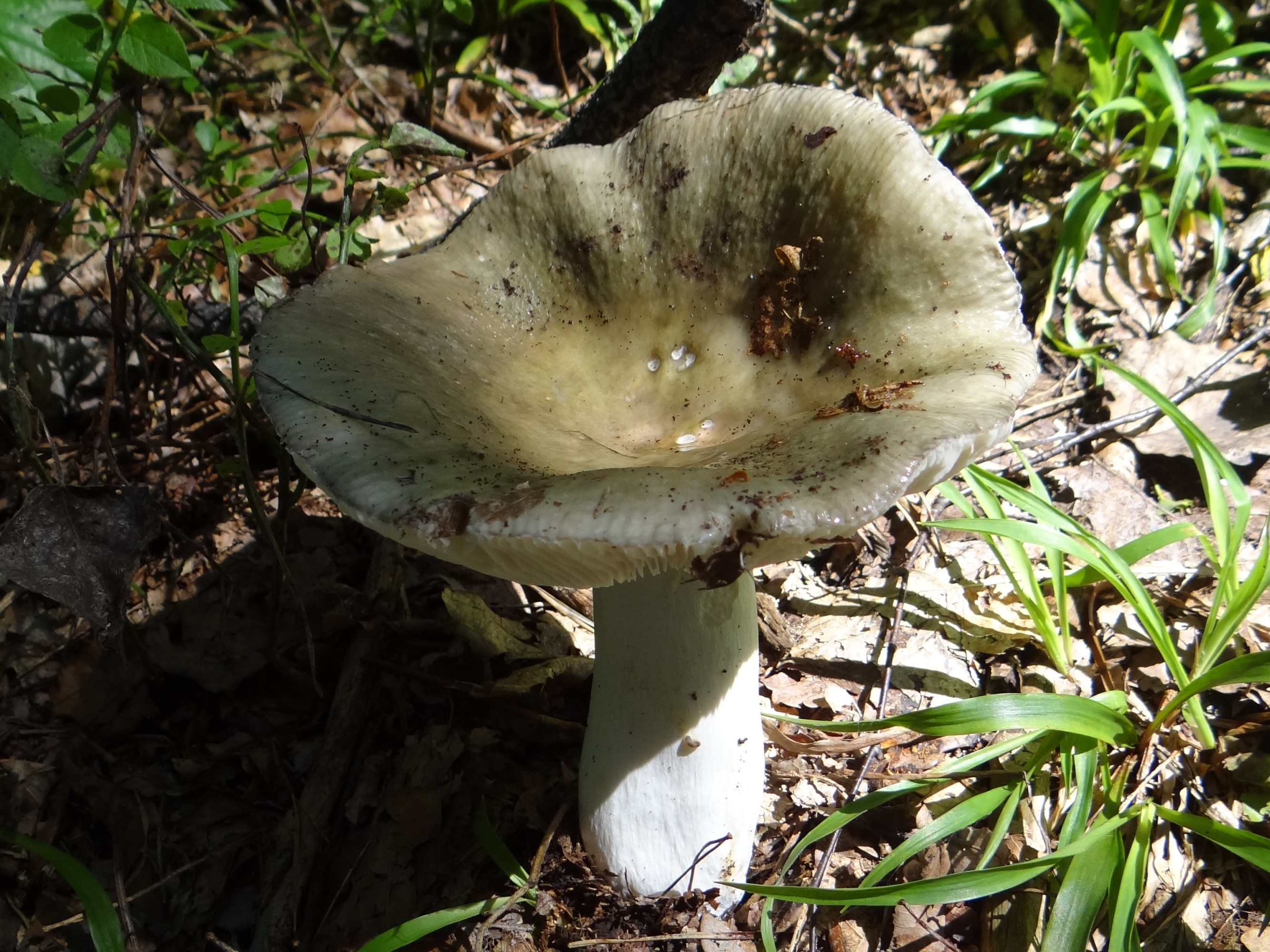

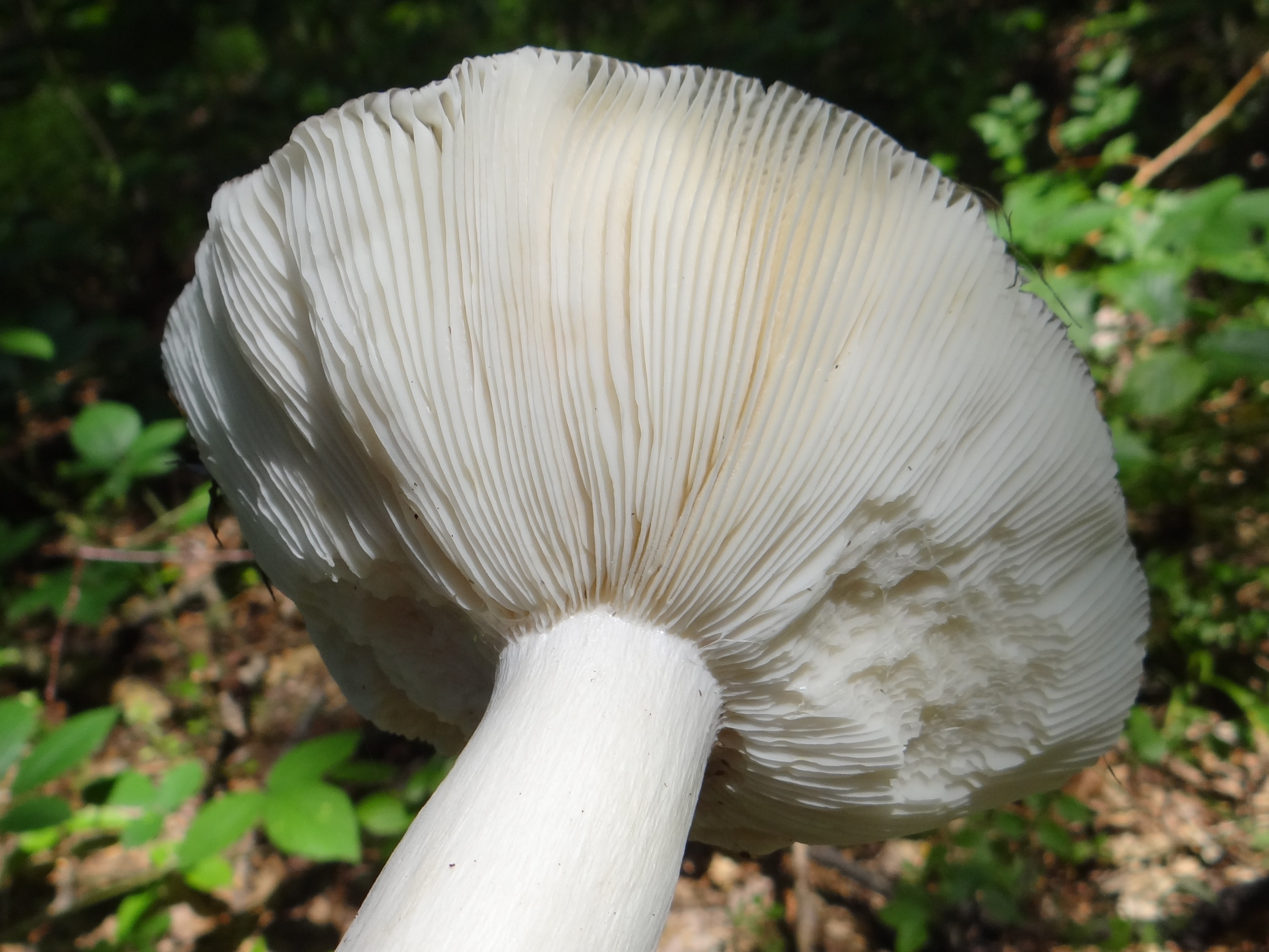

Gołąbek oliwkowozielony (Russula heterophylla (Fr.) Fr.) – gatunek grzybów należący do rodziny gołąbkowatych (Russulaceae).

## Systematyka i nazewnictwo
Pozycja w klasyfikacji według Index Fungorum: Russula, Russulaceae, Russulales, Incertae sedis, Agaricomycetes, Agaricomycotina, Basidiomycota, Fungi.
Po raz pierwszy takson ten zdiagnozował w 1821 r. Elias Magnus Fries, nadając mu nazwę Agaricus furcatus ß heterophyllus. Obecną, uznaną przez Index Fungorum nazwę, nadał mu w 1838 r. ten sam autor, przenosząc go do rodzaju Russula. Ma ok. 30 synonimów naukowych. Niektóre z nich:

- Agaricus furcatus ß heterophyllus Fr.1821
- Agaricus heterophyllus (Fr.) Sacc. 1887
- Agaricus lividus Pers. 1801
- Russula furcata var. heterophylla (Fr.) P. Kumm. 1871
- Russula galochroa (Fr.) Fr. 1874
- Russula heterophylla f. adusta J.E. Lange 1940
- Russula heterophylla var. livida Gillet 1876
- Russula livida (Gillet) J. Schröt. 1889

Polską nazwę podał Władysław Wojewoda w 2003, Alina Skirgiełło w 1991 r. opisywała go jako gołąbek widlasty, a w 2003 r. W. Wojewoda podał dla niego również nazwę gołąbek kremowobiały (dla synonimu Russula galochroa (Fr.) Fr.).

## Morfologia
Kapelusz
Średnica 6–12 cm. Początkowo półkulisty, później płaski, w dojrzałym owocniku całkiem płaski, z wgłębieniem pośrodku. Podczas suchej pogody powierzchnia matowa, podczas wilgotnej śliska. Kolor od żółtozielonego poprzez oliwkowozielony, czystozielony do brązowozielonego. Środek ciemniejszy, barwy od brązowawej do czarnobrązowej. Skórka daje się ściągnąć do1/3 promienia kapelusza.
Blaszki
Gęste, białe, później bladożółtawe, w końcu rdzawoplamiste. Często bywają rozwidlone przy brzegach kapelusza.
Trzon
Wysokość 3–7 cm, grubość 1,5–3,5 cm, walcowaty, najpierw pełny, potem porowaty. Jest biały, w dolnej części rdzawy.
Miąższ
Kruchy, biały, po przekrojeniu zmienia kolor na żółty lub rdzawy. Smak słaby, zapach niewyraźny.
Cechy mikroskopowe
Wysyp zarodników biały. Zarodniki szeroko jajowate, o rozmiarach 5,2–6,5 (8,7) × 4–5,7 (6,5) μm. Są na nich długie sterygmy. Cystydy cylindryczne o rozmiarach 60–80 × 7–13 μm o końcach tępych, lub zakończonych kończykiem. W skórce trzonu nielicznie występują dermatocystydy i przewody mleczne.
Gatunki podobne
Gołąbek oliwkowozielony charakteryzuje się zielonawym zabarwieniem kapelusza, ale wykazuje dużą zmienność w intensywności i odcieniach tego zabarwienia. Podobny jest gołąbek białozielonawy (Russula aeruginea).

## Występowanie i siedlisko
Występuje w Ameryce Północnej i Europie oraz w Japonii. Znany jest w całej Europie, w Polsce jest częsty. W piśmiennictwie naukowym podano wiele jego stanowisk na terenie Polski. W Polsce nie jest zagrożony, znajduje się natomiast na czerwonych listach w Danii i Holandii.
Naziemny grzyb mykoryzowy. Rośnie w lasach liściastych i iglastych, na ziemi, głównie pod bukiem, świerkiem i sosną zwyczajną. Preferuje tereny piaszczyste. Owocniki wytwarza od lipca do listopada.

## Znaczenie
Grzyb jadalny. Odradza się jednak jego zbieranie – niewprawni grzybiarze mogą go pomylić ze śmiertelnie trującym muchomorem zielonawym (Amanita phalloides), dawniej nazywanym muchomorem sromotnikowym.